# Zond 5
Zond 5 (Зонд 5) byla bezpilotní kosmická loď SSSR vyslaná k Měsíci roku 1968, pátá oficiální z programu Zond. Byla katalogizována v COSPAR jako 1968-076A. Po obletu Měsíce se loď vrátila k Zemi. Byla to první kosmická loď, která obletěla Měsíc a bezpečně se vrátila na Zemi. Byla také první, která dovezla pozemské formy života k Měsíci.

## Konstrukce
Loď vyprojektovalo Koroljovovo středisko. Byl to typ kosmické lodě zcela odlišný od předchozích průzkumných sond Zond 1 až 3. Hmotnost lodě byla 5375 kg. Kabina vyšla konstrukčně z kabiny lodí Sojuz.

## Průběh letu
Po startu z kosmodromu Bajkonur 14. září 1968 za pomoci rakety Proton K/D se dostala na nízkou parkovací dráhu kolem Země, odtud po 67 minutách na dráhu kolem Měsíce. Ve vzdálenosti 320 000 km od Země byla dne 17. září provedena korekce dráhy. Den poté loď obletěla Měsíc ve vzdálenosti 1 950 km od jeho povrchu a nastoupila zpáteční let. Během něj pořídila snímky naší planety (byly i veřejně publikovány), konkrétně Afriky z výše 90 000 km.
Sonda měla na své palubě řadu biologických vzorků, dvě želvy stepní, octomilky, moučné červy, rostliny, semena, bakterie, řasy chlorella atd.
Dne 21. září 1968 byla provedena nová korekce dráhy. Po přiblížení k atmosféře se oddělila návratová kabina v druhé kosmické rychlosti 11 km/s od zbytku sondy (který shořel) a s přetížením 25 g začala klesat. Ve výšce 7 km klesla její rychlost na 200 m/s a otevřely se padáky. Na nich se snesla na hladinu Indického oceánu 21. září 1968. Druhý den ji vyzvedla na svou palubu oceánografická loď Vasilij Golovin a odvezla ji do přístavu Bombaj. Zde kabinu vzalo na svou palubu sovětské letadlo a dopravilo ji do SSSR.
Spojené státy sledovaly Zond 5 po celý jeho let, jelikož vyvolával obavy u NASA, že Sověti plánovali brzký oblet Měsíce s lidskou posádkou. Byl také katalyzátorem rozhodnutí o poslání Apolla 8 k Měsíci, namísto původně plánovaného testování modulu na vysoké oběžné dráze Země.
Když byl modul otevřený čtyři dny po přistání, všechny biologické vzorky byly živé. Želvy sice ztratily zhruba 10 procent své tělesné hmotnosti, ale zůstaly aktivní a nevykazovaly ztrátu chuti k jídlu.
Návratová kapsule Zondu 5 je vystavená v Muzeu RKK Eněrgija v Rusku.